# Progress (statek kosmiczny)

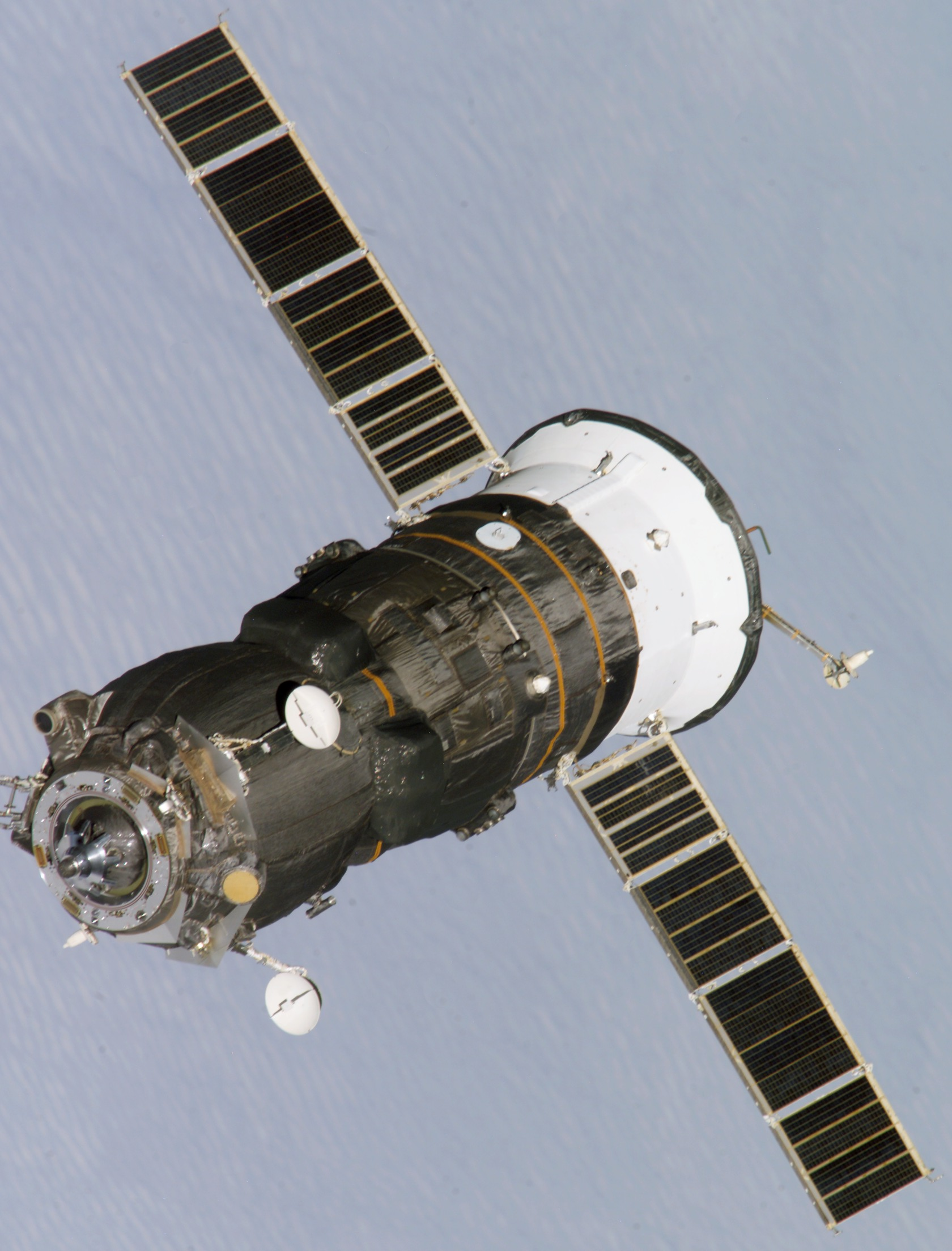
Pojazd Progress w drodze na MSK

Progress (ros. Прогресс – postęp) – rosyjski bezzałogowy transportowy statek kosmiczny, zaprojektowany na bazie statku Sojuz. Obecnie pojazdy Progress służą do zaopatrywania Międzynarodowej Stacji Kosmicznej. Każdy z 3-4 wystrzeliwanych w ciągu roku pojazdów pozostaje zacumowany do stacji do czasu przybycia następnego – tuż przed startem następcy, kapsuła wypełniana jest odpadkami, odczepiana od stacji, sprowadzana z orbity i ulega kontrolowanemu zniszczeniu w górnej atmosferze.
Statki kosmiczne Progress dostarczały zaopatrzenie do wszystkich stacji kosmicznych od czasu stacji Salut 6. Pojazdy powstały, gdyż uświadomiono sobie, że długoterminowy pobyt kosmonautów na orbicie będzie wymagał ilości zaopatrzenia, której nie byłby w stanie dostarczyć Sojuz. Kosmonauta potrzebował około 30 kilogramów zaopatrzenia dziennie, czyli 5,4 tony na pół roku pobytu na stacji.
Pojazd pozostaje w użyciu, jako statek dostawczy dla Międzynarodowej Stacji Kosmicznej. Wraz z uziemieniem floty amerykańskich wahadłowców w czasie przeprowadzania programu Return To Flight, przez pewien okres był jedynym pojazdem zdolnym do wynoszenia na stację znaczących ładunków.
Podobnie jak Sojuz, a w przeciwieństwie do większości pojazdów amerykańskich, Progress posiada automatyczny system dokowania ze stacją. System można wyłączyć i dokować ręcznie, jednak w większości wypadków pojazd dokuje autonomicznie.

## Budowa
Progress jest zbliżony kształtem i rozmiarami do Sojuza. Składa się z trzech modułów:
- Ciśnieniowego modułu przedniego, zawierającego zaopatrzenie dla załogi, m.in. żywność - świeżą i pakowaną, ubrania, wyposażenie naukowe i korespondencję. Urządzenie cumownicze jest podobne do tego stosowanego w pojazdach Sojuz - z dodatkowymi przewodami na paliwo i utleniacz.
- Moduł lądownika zastąpiono niehermetycznym modułem paliwowym, o przewodach biegnących po zewnętrznej powierzchni pojazdu. Dzięki takiemu rozwiązaniu, ewentualny wyciek toksycznych gazów nie doprowadziłby do zanieczyszczenia atmosfery stacji.
- Moduł napędowy pozostał w niezmienionej formie w stosunku do modułu Sojuza, i zawiera silniki manewrowe wykorzystywane przy automatycznym dokowaniu.

Oszczędności masy w stosunku do Sojuza wynikały z tego, iż Progress był z założenia pojazdem bezzałogowym i niezdolnym do powrotu z orbity. Nie potrzebował więc ciężkich systemów podtrzymywania życia, ani osłon termicznych. Pojazd nie musiał także dzielić się na osobne moduły. Po odłączeniu od stacji, pojazd odpala rakiety hamujące i spala się w atmosferze.

## Wersje

### Progress (1978-1990)
Projekt pojazdu opracowało Центральное конструкторское бюро экспериментального машиностроения (ЦКБЭМ) (obecnie RKK Energia). Prace nad pojazdem rozpoczęto w 1973 roku, pod oznaczeniem 11F615A15. Projekt ukończono w lutym 1974 roku, a pierwszy pojazd był gotowy do startu w listopadzie 1977 roku. Progress 1 wystrzelono 20 stycznia 1978 roku przy pomocy rakiety wynoszącej pojazdy Sojuz.
Pierwsza wersja pojazdu miała masę 7,02 t i zabierała 2,3 t ładunku - 30% masy startowej. Miał on tę samą średnicę, co Sojuz - 2,2 metra, ale był nieco dłuższy - 8 metrów. Lot automatycznego pojazdu trwał 3 dni, tyle samo, co Sojuza. Progress był w stanie pozostawać zacumowany do stacji przez jeden miesiąc.
Pierwsza wersja pojazdu pozostawała w służbie do maja 1990 roku.

#### Parametry techniczne

Schemat statku transportowego Progress

- Masa startowa: 7020 – 7249 kg
- Masa ładunku: (Progress 1-24) ~2300 kg
- Masa ładunku: (Progress 24-42) ~2500 kg
- Długość: 7,94 m
- Średnica modułów towarowych: 2,2 m
- Maksymalna średnica: 2,72 m
- Objętość ładowni: 6,6 m³

### Progress M

#### Wersja 11F615A55 (1989-2009)
Ulepszona wersja pojazdu o nazwie Progress M (oznaczenie producenta: 7K-TGM) pierwszy lot odbyła w sierpniu 1989 roku. Pierwsze 43 loty były na stację Mir; potem używano transportowca do zaopatrywania Międzynarodowej Stacji Kosmicznej. Do sierpnia 2014 roku, statki wykonały 56 lotów do ISS.
Wersja Progress M została wyposażona w usprawnienia pochodzące z pojazdów Sojuz-T i Sojuz-TM. Była w stanie wykonywać loty automatyczne o czasie do 30 dni i wynosić o 100 kg ładunku więcej. Była także w stanie - po raz pierwszy - transportować niewielkie ładunki z powrotem na Ziemię, dzięki kapsule Raduga. Kapsuła była w stanie pomieścić ładunki o masie do 150 kg. Wersja ta była także pierwszą wyposażoną w panele słoneczne.

#### Wersja 11F615A60 (od 2008)
Kolejna modyfikacja pojazdu Progress, wyposażona w nowy cyfrowy komputer pokładowy TsVM-101 i system telemetrii MBITS po raz pierwszy została wystrzelona 26 listopada 2008 roku z kosmodromu Bajkonur.
Pojazd należy do tzw. serii 400 (oznaczenie GRAU: 11F615A60), a wszystkie wprowadzone w nim udoskonalenia wykorzystane zostały potem w produkcji pojazdu załogowego Sojuz-TMA-M. Występuje także pod oznaczeniem Progress M-M.

#### Parametry techniczne
- Masa startowa: 7130 kg
- Masa ładunku: 2600 kg

Schemat statku transportowego Progress M

- Masa ładunku stałego: 1500 kg
- Masa ładunku płynnego: 1540 kg
- Długość: 7,23 m
- Rozpiętość baterii słonecznych: 10,6 m
- Objętość ładowni hermetycznej: 7,6 m³
- Średnica modułów towarowych: 2,2 m
- Maksymalna średnica: 2,72 m

### Progress M1 (2000-2004)
Progress M1 - kolejny wariant pojazdu, przystosowany do przewożenia większej ilości paliwa (a mniejszej całkowitej masy ładunku). Od pierwszego wystrzelenia w 2000 roku odbyło się 11 lotów tej wersji.

#### Parametry techniczne
- Masa: 7,150 kg
- Masa ładunku: 2,230 kg
- Masa ładunku stałego: 1,800 kg
- Masa ładunku płynnego: 1,950 kg

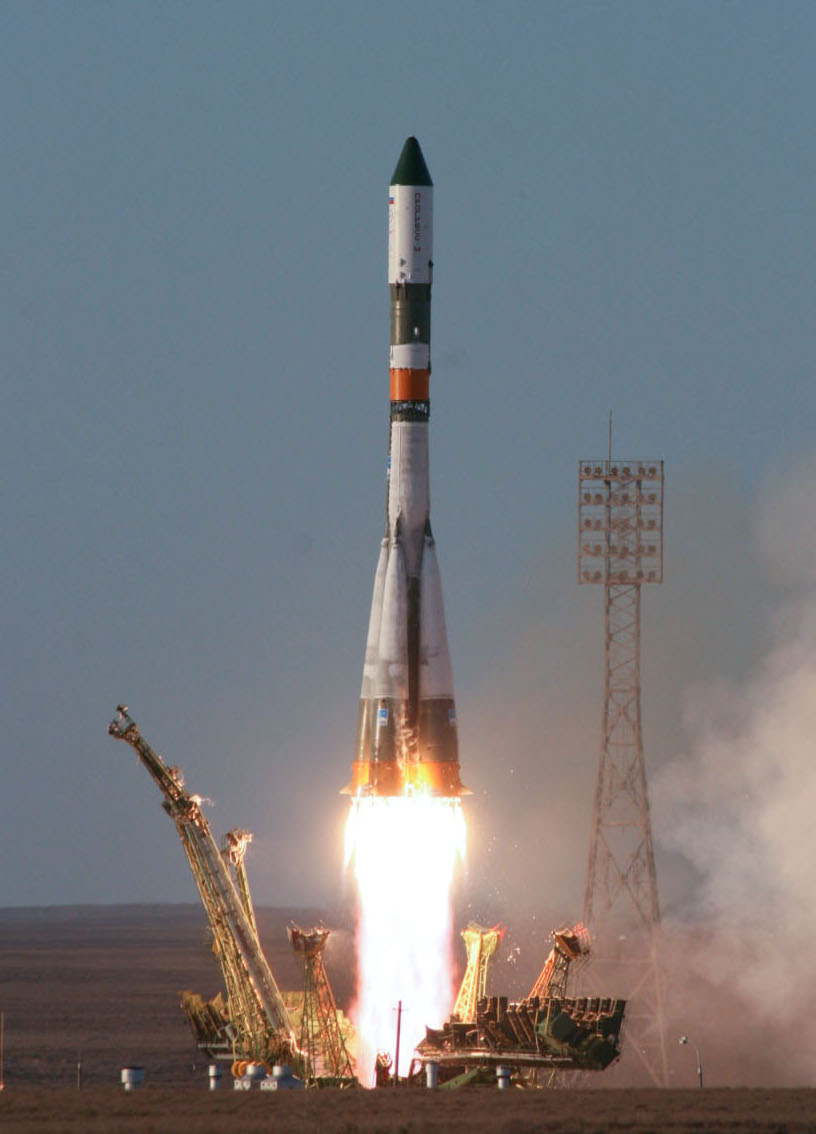
Wystrzelenie Progressa M-11M

### Progress MS (od 2015)
Progress MS ulepszona wersja pojazdu, którego pierwszy start odbył się 21 grudnia 2015 roku. Dokonano w nim następujących zmian:
- Nowy zewnętrzny przedział towarowy pozwalający na wypuszczanie satelitów. Każdy taki przedział może przenosić do czterech pojemników.
- Dodatkowe zapasowe systemy silników elektrycznych używane przy dokowaniu i hermetyzacji połączenia.
- Ulepszona osłona przeciw mikrometeorytom wraz z zapasowymi panelami w przedziale towarowym.
- Systemy łączności z rosyjskimi satelitami telekomunikacyjnymi Луч, umożliwiające śledzenie i sterowanie pojazdem gdy znajduje się poza zasięgiem naziemnych stacji kontrolnych.
- Autonomiczny system nawigacji GNNS, pozwalający na orientację statku na orbicie bez kontaktu ze stacjami naziemnymi.
- Możliwość bezpośredniej łączności radiowej z bazą orbitalną, co pozwala na nawigację w czasie rzeczywistym.
- Cyfrowe systemy radiowe, zapewniające lepszy przesył obrazu przy operacjach dokowania.
- Dotychczasowy ukraiński system radiowy został zastąpiony przez nowy system UCTS.
- Wersja systemu zbliżania Kurs zmieniona z Kurs A, na cyfrowy Kurs NA.